# Pholidoteuthidae
Pholidoteuthidae is een familie van weekdieren uit de klasse van de Cephalopoda (inktvissen). 

## Geslachten
- Pholidoteuthis Adam, 1950

### Nomen dubium
- Tetronychoteuthis Pfeffer, 1900